# Cushing (Oklahoma)
Cushing ist eine Stadt in Payne County, Oklahoma, USA. Das U.S. Census Bureau hat bei der Volkszählung 2020 eine Einwohnerzahl von 8.327 ermittelt.

## Geographie
Cushing liegt an der Kreuzung der Oklahoma State Routes 33 und 18, etwa 50 km östlich von Guthrie. Die Hauptstadt des Bundesstaates, Oklahoma City, liegt etwa 100 km südwestlich von Cushing. Die nächste Nachbarstadt ist das weniger als zehn Kilometer östlich liegende Drumright, das eine lange gemeinsame wirtschaftliche Geschichte mit Cushing verbindet.
An die fast 30 km südlich der Stadt vorbeiführende Interstate 44 ist Cushing über die State Route 18 angebunden, die bei Chandler auf die Interstate trifft. Die Stadt besitzt einen Flughafen, den Cushing Municipal Airport.
Das Stadtgebiet nimmt eine Fläche von 19,8 km² ein, die mittlere Höhe beträgt 285 m über dem Meeresspiegel.
|                        | Jan  | Feb  | Mär  | Apr  | Mai   | Jun   | Jul  | Aug  | Sep   | Okt  | Nov  | Dez  |   |      |
| Mittl. Temperatur (°C) | 2,8  | 5,3  | 10,0 | 15,2 | 20,1  | 24,7  | 27,6 | 27,4 | 22,6  | 16,2 | 9,9  | 3,8  | ⌀ | 15,5 |
| Mittl. Tagesmax. (°C)  | 8,9  | 11,7 | 16,4 | 21,7 | 25,9  | 30,2  | 33,5 | 33,7 | 28,8  | 22,7 | 16,0 | 9,6  | ⌀ | 21,6 |
| Mittl. Tagesmin. (°C)  | −3,4 | −1,1 | 3,6  | 8,8  | 14,3  | 19,3  | 21,7 | 21,2 | 16,4  | 9,7  | 3,8  | −2,1 | ⌀ | 9,4  |
|                        |      |      |      |      |       |       |      |      |       |      |      |      |   |      |
| Niederschlag (mm)      | 34,0 | 46,2 | 80,8 | 93,2 | 147,6 | 132,8 | 80,8 | 73,4 | 102,1 | 86,6 | 66,3 | 57,2 | Σ | 1001 |

| −3,4 |

| −1,1 |

| 3,6 |

| 8,8 |

| 14,3 |

| 19,3 |

| 21,7 |

| 21,2 |

| 16,4 |

| 9,7 |

| 3,8 |

| −2,1 |

| −3,4 |

| −1,1 |

| 3,6 |

| 8,8 |

| 14,3 |

| 19,3 |

| 21,7 |

| 21,2 |

| 16,4 |

| 9,7 |

| 3,8 |

| −2,1 |

## Bevölkerung
Cushing hatte bei der Volkszählung 2000 8.371 Einwohner. Fast 80 % davon waren Weiße, 8 % amerikanische Indianer und 7 % Afro-Amerikaner. Der restliche Anteil verteilte sich auf verschiedene Volksgruppen. Das Pro-Kopf-Einkommen betrug 12.620 US-Dollar, etwa 16,5 % der Bevölkerung lebte unter der Armutsgrenze.

## Geschichte
Das Gebiet des späteren Cushing war im 19. Jahrhundert Teil der Sac and Fox Reservation, dem Indianerreservat der Sauk und Fox-Indianer. Weiße Siedler ließen sich nach dem Oklahoma Land Run von 1891 in der Gegend nieder. Im gleichen Jahr wurde ein Postbüro eröffnet und die Siedlung gab sich Namen Cushing nach Marshall Cushing, dem Privatsekretär des U.S. Postmasters General John Wanamaker.
Die Stadt war zu Beginn ihrer Geschichte ländlich geprägt, es wurde vor allem Baumwolle angebaut und verarbeitet, auch die Holzindustrie war bedeutend. 1902 wurde Cushing an die Eisenbahnlinie der Eastern Oklahoma Railway angeschlossen, einer Tochtergesellschaft der Atchison, Topeka and Santa Fe Railway. 1903 erreichte auch die Missouri, Kansas and Texas Railway die Stadt.
Am 17. März 1912 erbohrte der Ölsucher Thomas B. Slick auf dem Gelände der Frank M. Wheeler-Farm östlich der Stadt eine produktive Ölquelle und löste mit diesem Fund einen Öl-Boom aus. Cushing hatte Mühe, mit dem plötzlichen Zustrom von Menschen fertigzuwerden. Ölsucher strömten nach Cushing und überall wurde gebohrt. Von den ersten 46 Bohrungen im so genannten Cushing-Drumright-Ölfeld blieb nur eine einzige trocken. Die Ölproduktion fand vor allem im Gebiet der neuen Stadt Drumright statt, während Cushing die Verarbeitung übernahm.
Die erste Erdölraffinerie der Stadt wurde 1913 gegründet und Cushing entwickelte sich zum Zentrum für Ölförderung und -verteilung für die umliegenden Ölfelder. Vor Ort bestanden 23 Ölgesellschaften und vier Fachbetriebe für die Ausrüstung zur Ölsuche und -förderung.
1915 kennzeichnete den Höhepunkt der Erdölförderung mit etwa 3600 Ölbohrungen und einer Monatsproduktion von 8,3 Millionen Barrel Öl im März. Insgesamt betrug die geförderte Ölmenge des Jahres 49.080.000 Barrel. Die Ergiebigkeit der Ölfelder nahm jedoch rasch ab und fiel 1916 auf die Hälfte des Vorjahres. Dennoch wuchs die Bevölkerung bis 1930 auf mehr als 9000 Einwohner und 16 Erdölgesellschaften hatten immer noch ihren Sitz in Cushing. Nach der weitgehenden Erschöpfung der Vorräte begann ein wirtschaftlicher Niedergang, der in den 1940er Jahren im Wesentlichen zum Abschluss kam: 1500 Einwohner hatten die Stadt verlassen und es bestanden nur noch drei Raffinerien. Diese produzierten noch bis in die 1970er Jahre, dann schlossen die beiden letzten Raffinerien ihre Tore und der Eisenbahnverkehr wurde aufgegeben.
Gegen Ende des 20. Jahrhunderts war die bestehende, mit einem Netz von Pipelines gut ausgebaute Infrastruktur für die Ölverteilung ein wichtiger Vorteil bei der Auswahl von Verteilungszentren für das Öl. Die New York Mercantile Exchange (NYMEX) bestimmte Cushing aus diesem Grund im Jahr 1983 zum offiziellen Auslieferungszentrum für leichtes Rohöl. Seitdem ist die Bevölkerung wieder gewachsen, sie nahm zwischen den Volkszählungen 1990 und 2000 um mehr als 1000 Personen zu.

## Wirtschaft

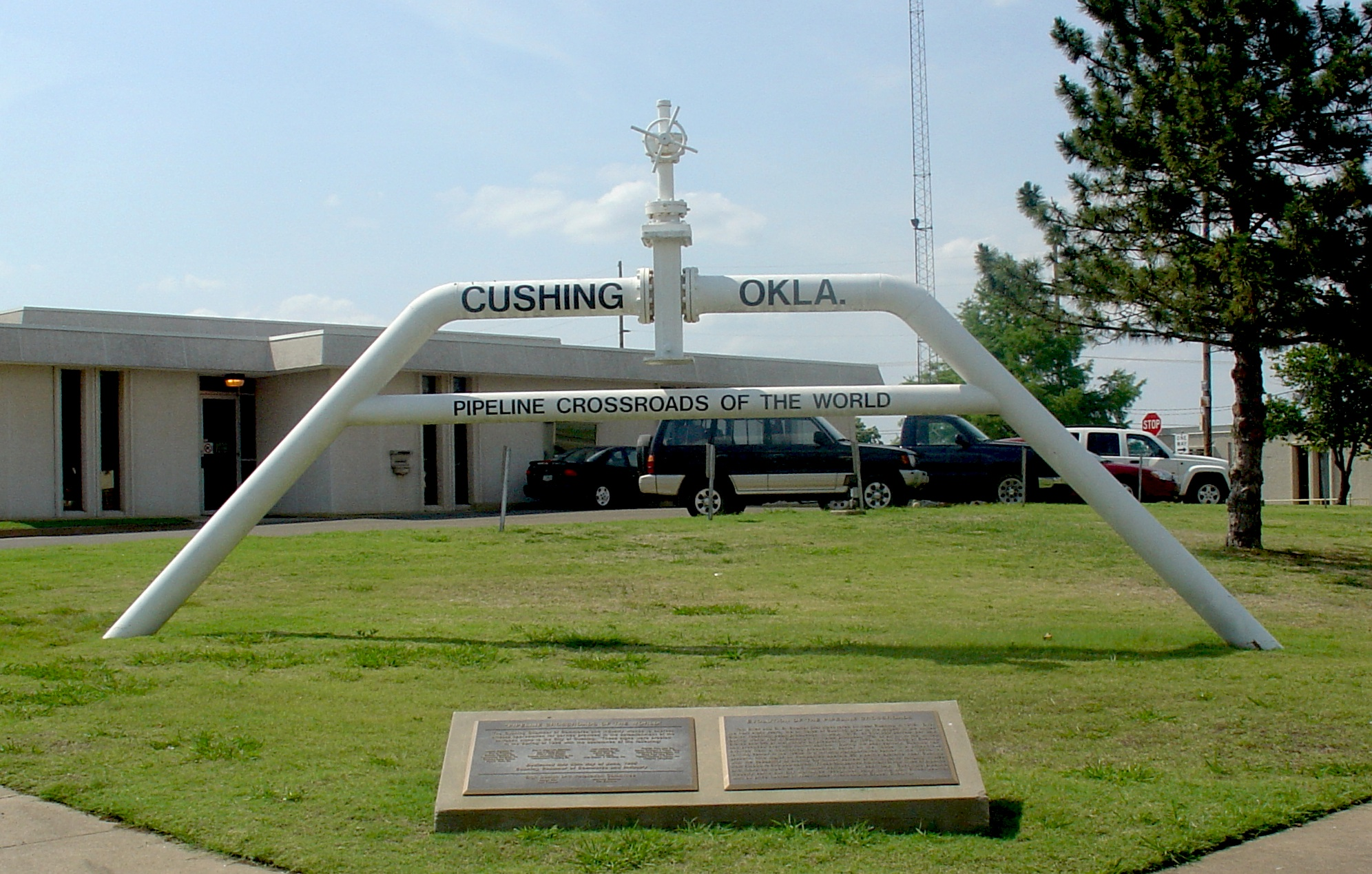
Pipeline Crossroads Of The World

Cushing ist auch heute noch einer der Hauptumschlagplätze für Erdöl auf dem Weg von der amerikanischen Golfküste zum Verbraucher. 2014 beträgt die Lagerkapazität bis zu 80 Millionen Barrel (ca. 13 Mrd. Liter) Erdöl. Der Füllstand der Tanks lässt sich sogar aus dem Weltall erkennen, da die Tankdeckel schwimmend gelagert sind und der Schattenwurf der Tankwandung mit Satelliten erfasst werden kann.
Im Süden der Stadt befindet sich ein Öl-Lager der Gesellschaft Plains All American Pipeline. Mit einer Kapazität von ca. 35 Mio. Barrel ist es eines der größten Lager im Land.
Ein weiterer wichtiger Arbeitgeber der Stadt ist das von CoreCivic betriebene Gefängnis Cimarron Correctional Facility, das mehr als 270 Personen beschäftigt. Ein großer Teil der Bevölkerung ist darüber hinaus in der Landwirtschaft tätig.

## Erdbeben
Am 6. November 2016 wurde Cushing von einem Erdbeben der Stärke 5,0 betroffen, das bis Missouri und Arkansas spürbar war. 40 bis 50 Häuser wurden beschädigt. Es handelte sich bereits um das dritte Beben im Jahr 2016, wobei Dutzende von kleineren Erdstößen nicht mitgezählt wurden.  Ursache der Beben ist vermutlich die unterirdische Verpressung von Abwässern aus der Öl- und Gasproduktion.